# Palazzo Tardiani

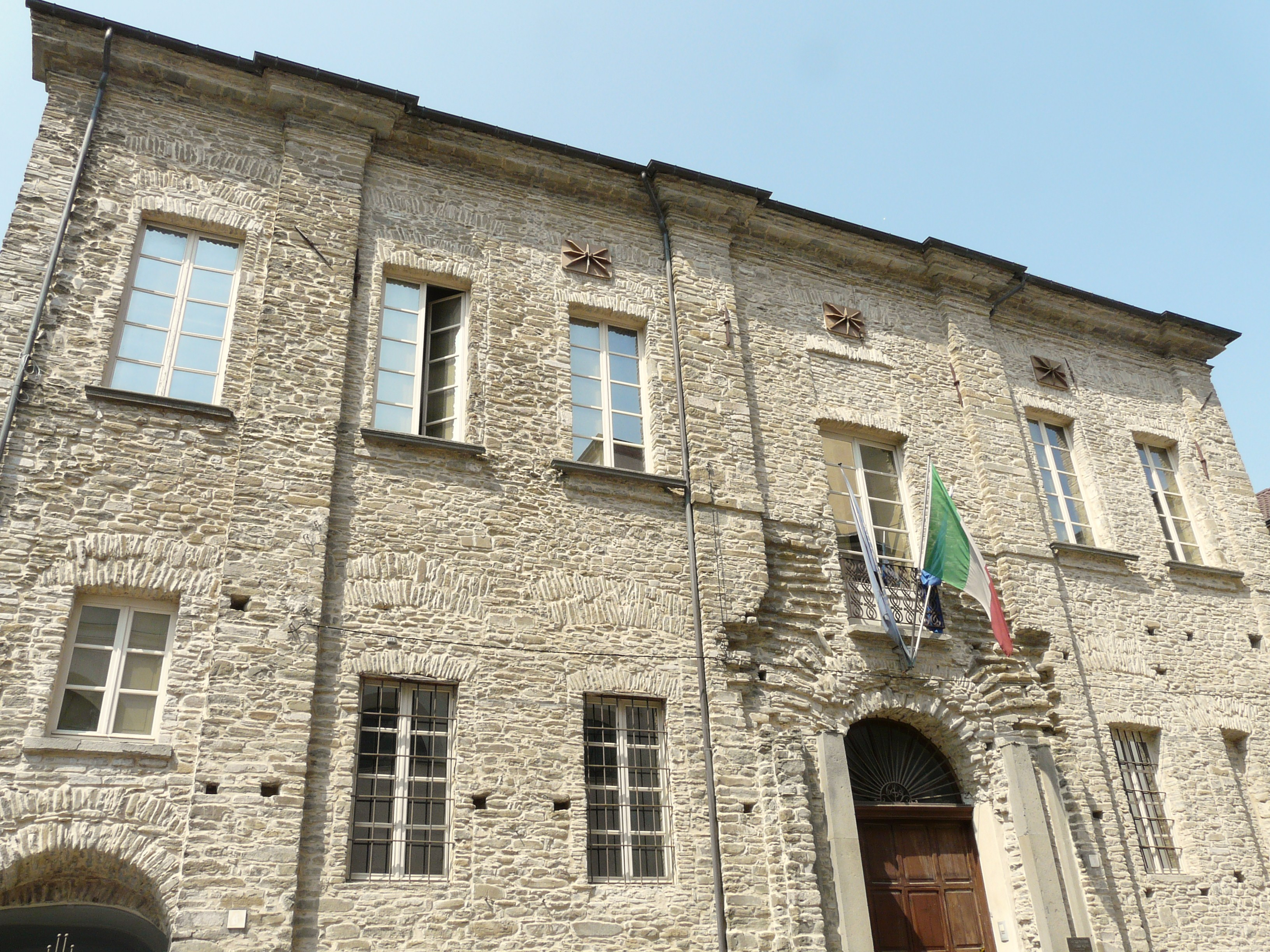
Palazzo Tardiani in Borgo Val di Taro

Der Palazzo Tardiani, auch Ospedale Vecchio genannt, ist ein Renaissancepalast in Borgo Val di Taro in der italienischen Region Emilia-Romagna. Er liegt an der Piazza XI Febbraio neben der Antoniuskirche. Dort ist der Sitz der Comunità montana Valli di Taro e del Ceno untergebracht.

## Geschichte
Der Palast wurde gegen Ende des 16. Jahrhunderts erbaut. Der Sage nach gehörte das Gebäude der Familie Tardiani, aber seit dem Ende des 20. Jahrhunderts wurden mehrmals erhebliche Zweifel an der Verbindung zwischen der Familie und dem Gebäude laut, das vermutlich als Krankenhaus namens „Santa Maria e San Lazzaro“ erbaut wurde. Eine Studie aus dem Jahre 2002 allerdings widerlegt diese These dank der Entdeckung einer Gedenktafel an den Adligen Giandomenico Tardiani in der Kirche Santa Teresa del Bambin Gesu in Parma, der bei seinem Tod 1872 die „armen, kranken Leute von Borgotaro als testamentarische Erben von reicher Substanz“ eingesetzt hatte. Also weiß man, dass der Palast erst lange nach seiner Errichtung in ein Krankenhaus umgewandelt wurde, wogegen er drei Jahrhunderte lang als Residenz der bedeutenden Familie aus Borgo Val di Taro diente.
Sicher ist, dass das Krankenhaus, das von den Flagellanten betrieben wurde, bis 1948 existierte. Dann wurde das Gebäude an die benachbarte Antoniuskirche verkauft und mit dem Erlös das heutige Krankenhaus von Borgo Val di Taro errichtet.
Den teilweise verfallenen Palast kaufte in den letzten Jahren des 20. Jahrhunderts die Comunità montana Valli di Taro e del Ceno, die 1999 mit Restaurierungsarbeiten beginnen ließ, um ihn in ihren Sitz umzubauen.

## Beschreibung
Der Palast hat einen rechteckigen Grundriss und liegt an der Ecke der Piazza XI. Febbraio und der sehr schmalen Via Enrico Toti.
Die Fassade, die unvollständig ist, besteht gänzlich aus unregelmäßigen Bruchsteinen. Einige Lisenen teilen die Fassade in vier Teile; der Rundbogeneingang, flankiert von angedeuteten, paarweise angeordneten Sandsteinsäulen und ohne Ziergiebel liegt außermittig. Darüber öffnet sich eine Fenstertüre mit Balustrade in  Schmiedeeisen. Ganz oben schließt ein breites, gebrochenes Gesims die Fassade nach oben ab.
Im Inneren sind das Atrium und die Treppe bemerkenswert. Im ersten Obergeschoss gibt es einen großen Versammlungssaal mit Tonnengewölbedecke, dessen Fenster auf den Platz hinaus zeigen.